# التياس (سوريا)
التياس، تعرف أيضًا باسم الصفا، هي قرية في وسط سوريا، تشكل من الناحية الإدارية، جزءًا من محافظة حمص، إلى الشرق من حمص. وهي تقع في بادية الشام، وأقرب المناطق هي تدمر إلى الشرق، ومركز الناحية القريتين إلى الجنوب الغربي، الفرقلس إلى الغرب، عقيربات إلى الشمال الغربي. طبقاً للمكتب المركزي للإحصاء (CBS)، كان يبلغ عدد سكان التياس 2,564 في تعداد عام 2004.
التياس قريبة أيضًا من قاعدة للقوات الجوية السورية بنفس الاسم والتي تقع فقط إلى الجنوب الغربي. خلال السبعينات والثمانينات، أتيح للاتحاد السوفيتي الوصول إلى قاعده التياس العسكرية للنشر الدوري للطائرات البحرية. كما استخدمت القاعدة في التياس لمراقبة الأسطول البحري للولايات المتحدة في شرق البحر المتوسط.

## الثبت المرجعي
- Tatum، Dale C. (2002). Who Influenced Whom?: Lessons from the Cold War. University Press of America. ISBN:0761824448. مؤرشف من الأصل في 2020-01-27.
- Polmar، Norman (1991). The Naval Institute Guide to the Soviet Navy. Naval Institute Press. ISBN:0870212419. مؤرشف من الأصل في 2020-01-27.